# Nubisk trappe
Nubisk trappe (Neotis nuba) er en fugleart, der lever i Sahel. IUCN kategoriserer arten som næsten truet.